# هانس کخ
برای افسر نازی با این نام، اینجا را کلیک کنید.
هانس کخ (به آلمانی: Hans Koch)‏ حقوقدان آلمانی و عضو کلیسای اعتراف‌کنندگان پروتستان و همچنین از افراد حاضر در کودتای ۲۰ ژوئیه ۱۹۴۴ بر علیه حزب نازی و آدولف هیتلر بود.
او در برتن اشتاین در پروس شرقی به دنیا آمد. و در دانشگاه کونیگزبرگ ( کالینینگراد فعلی ) در پروس شرقی تحصیل کرد در ۱۹۲۳ به عنوان کمیسر دوم بازار بورس در وزارت بازرگانی در برلین مشغول کار شد. در ۱۹۲۷ دفتر وکالت خودش را باز کرد.
در جریان جنگ جهانی دوم او با کلاوس فون اشتاوفنبرگ و اعضای ترتیب دهندهٔ کودتای ضد نازی ارتباط برقرار کرد چنانچه شورش ضد نازی موفق می شد او قرار بود رئیس دادگاه عالی رایش بالاترین دادگاه المان در ان زمان شود.
با این حال کودتا شکست خورد و کخ به یکی از دسیسه گران پناه داد ولی خبرچینی او را لو داد و کخ به همراه خانواده اش دستگیر شدند. اس اس او را بدون محاکمه به قتل رساند.